# Districte de Lahul i Spiti

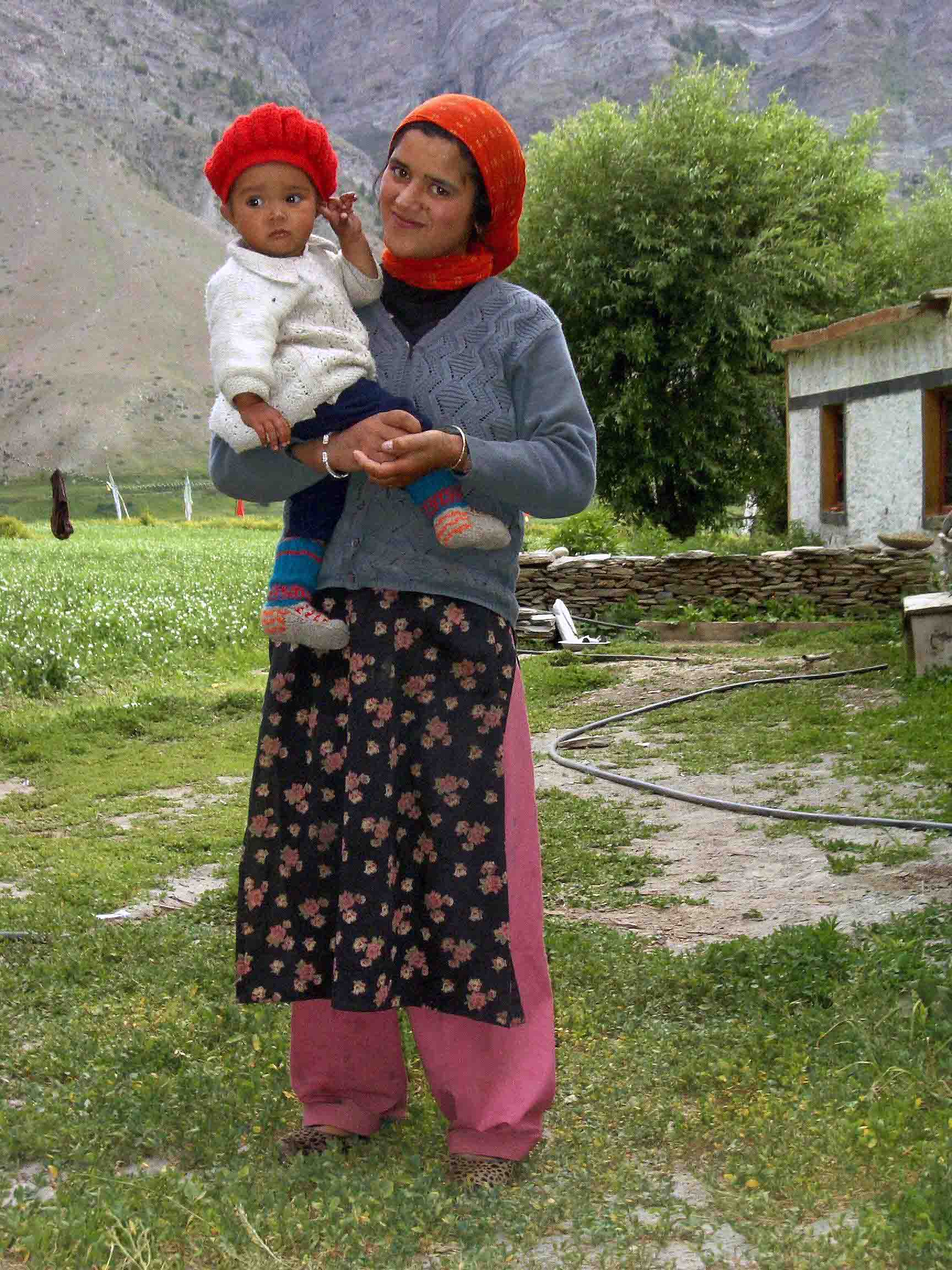
Una dona prop del monestir de Gandhola

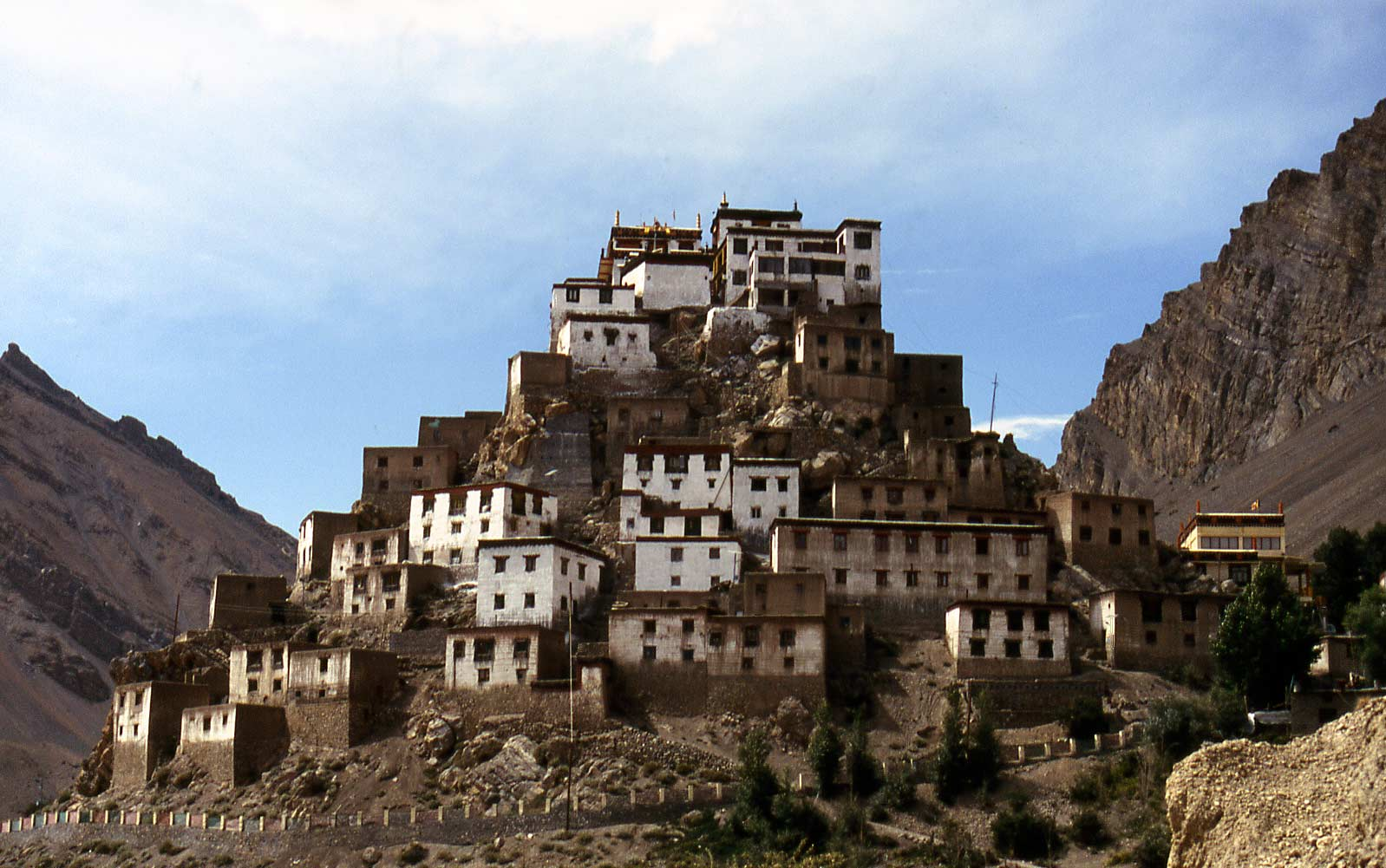
Ki-Gompa Spiti

El districte de Lahaul i Spiti és una divisió administrativa d'Himachal Pradesh a l'Índia, formada pels dos antics estats o valls autònomes, Lahaul o Lahul i Spiti. La capital és Keylong a l'antic Lahul. La població total és de 33.224 habitants i la superfície de 13.833 km².

## Geografia
El coll de Kunzum (4.551 metres) és la comunicació entre la vall de Spiti i la de Lahul. El districte està connectat amb la resta 'Himachal Pardesh pel coll de Rohtang. Les dues valls que formen el districte són diferents: Spiti és més muntanyós amb una mitjana d'elevació de 4.270 metres entre serralades en mig de les quals passa el riu Spiti cap al riu Sutlej i poca pluja.

## Població
Les poblacions de les dues valls són força semblants tot i que els lahaulis són d'origen tibetà amb barreja d'elements indoaris, mentre els spitis són més purament tibetans. La pell més fosca i els ulls marrons són més comuns entre els lahaulis. Les llengües lahauli i spiti pertanyen a la família tibetobirmana i molt properes a la llengua del Ladakh i al tibetà. El sistema familiar dels lahaulis l'encapçala el cap de família o yunda, mentre la seva esposa (la yundamo) gaudeix també de certa autoritat; el sistema de clan (conegut per rhus) és també aplicat entre els lahaulis. Els spitis tenen un sistema d'herència peculiar i únic on només el fill gran hereta la propietat i la filla gran les joies de la mare. La poliàndria fou antigament habitual entre els lahaulis i poc entre els spitis. El divorci és acceptat i simple. L'agricultura és el seu principal mitja de vida. La religió dels lahaulis és una combinació de budisme (orde de Drukpa Kagyu) i hinduisme mentre a Spiti es practica el budisme (escola Gelugpa).

## Administració
Està dividit en tres subdivisions i dos tehsils que són al mateix temps blocs de desenvolupament rural (blocks):
- Keylong
  - Lahaul, amb 13.099 habitants
- Kaza
  - Spiti amb 10.679 habitants
- Udaipur, amb 9.446 habitants

Hi ha també 41 gram panchayats (28 a Lahaul i 13 a Spiti) i 287 pobles.

## Història
El districte pertanyia a l'estat sikh i va passar als britànics amb el Cis-Sutlej el 1846. Va formar part del districte de Kangra, subdivisió de Kulu, amb sobirans locals. A Lahaul un thakur jagirdar que va portar el títol de wazir i tenia poders judicials i executius, amb un segon thakur amb poder recaptatoris, i conjuntament altres poders delegats pel govern; el subcomissionat només visitava la zona una vegada a l'any durant un mes. A Spiti (que fins al 1846 fou part de Ladakh, feudatari de Jammu) el nono (abans governador) fou reconegut pels britànics com a wazir hereditari de Spiti, sent confirmat per les Spiti Frontier Regulations de 1883; el nono representava al govern britànic, recaptava impostos, tenia jurisdicció judicial (excepte per casos d'assassinat) i tenia els poders necessaris per totes les seves tasques; igualment el subcomissionat només visitava la zona una vegada a l'any durant un mes.
Vers 1930 la prosperitat general (deguda al cultiu de kuth) va fer entrar en decadència el poder dels wazirs i el govern britànic se'n va adonar i el 1941 es va formar un subtehsil amb Lahaul i Spiti i fou nomenat un naib tahsildar com a administrador, amb seu a Keylong, quedant privats els thakurs i el nono dels seus poders.
Així va seguir després de la independència, fins que el juny de 1960 es va formar el districte de Lahaul i Spiti; al mateix temps es van formar els tahsils de Lahaul i Spiti i les subdivisions de Lahaul i Spiti (aquesta darrera amb capital a Kaza)